# 翠华镇 (大关县)
翠华镇，是中华人民共和国云南省昭通市大关县下辖的一个镇。

## 行政区划
翠华镇下辖以下地区：
笔山社区、辕门社区、翠屏村、联合村、田坝村、雄魁村、金海村、金坪村、田元村、永康村和兴隆村。